# Charles Dennée
Charles Dennée   (Oswego, 1 de setembre de 1863 - Brookline, 29 d'abril de 1946) va ser un compositor nord-americà. Va escriure moltes peces pedagògiques per a piano i també va compondre diverses cançons.

## Composicions
- Suite Moderne Op.8 (1885) 1.Prelude 2.Novelette 3.Danse Orientale 4.Romanza 5.Etude Caracteristique
- Danse Moderne Op.9 núm. 1
- 3 Morceaux Op.10 (1885) 1.Serenade 2.Gavotte 3.Album Leaf
- Rondo Villageois Op.12 núm.3
- Albumleaves Op.15 (1888)
- Suite de Ballet Op.23 (1894) 1.? 2.? 3.? 4.Tarantelle en menor edat 5.Danse Humoristique
- 5 Etudes Op.26 (1896) 1.Toccata 2.Le Papillon 3.Impromptu 4.Caprice 5.Tarantelle (Etude d'octaves)
- Escenes de muntanya Op.30 (1902) 1.En el Canon 2.Arbutus 3.Esprites del Glen 4. El Llac Plàcid 5. Els sons més forts 6. L'arc de Sant Martí 7. Un Burro Ride 8.Dance of the Gnomes 9.Athe the Foguera
- 3 Composicions Op.31 (1905) 1. Amagar i buscar 2.Marche Mignonne 3.
- Elfin Revelry
- 3 Característiques Morceaux Op.32 (1905)
- L'Irresistible Op.33 (1908)
- Dearest (cançó) Op.38 No.1 (1911)
- Polonaise in A-flat major Op.39 No.2 (1913)
- 2 Composicions Pianoforte Op.41 (1921)
- 1.? 2. The Whirling Doll: improvisat